# デッサウ市電
デッサウ市電（ドイツ語: Straßenbahn Dessau）は、ドイツの都市・デッサウ市内に存在する路面電車。2021年現在はデッサウ市内で公共交通機関を運営するデッサウ交通会社（Dessauer Verkehrsgesellschaft mbH、DVG）によって運営されている。

## 歴史
デッサウ市電のルーツは、1894年11月15日から営業運転を開始した、高圧ガスを動力としたガス鉄道のデッサウ軌道（Dessauer Straßenbahn-Gesellschaft）であった。この事業者はドイツ・コンチネンタルガス（Deutsche Continental Gas
Gesellschaft）を始めとする高圧ガスを扱う企業が多く出資をしており、電化による開業も検討されたものの、開通に先立つ4月に高圧ガスを用いる事が決定された経緯を持つ。ドイツ国内でも高圧ガスを動力とした軌道路線はこれ以外に存在せず、開通翌年の1895年には社名をドイツガス鉄道（Deutsche Gasbahn Gesellschaft）に改めた。
当初は高圧ガスを搭載した動力車によって運行され、1897年以降は輸送量増加に対応するため高圧ガスを動力とした機関車がけん引する客車列車に切り替えられ、路線網も拡張を続けたものの、脱線やガスボンベの爆発などの事故が発生したことで利用客が減少し、株主からは企業の清算が要求される事態となった。この事態を受け、この高圧ガスを用いた非電化区間を当初の案にあった路面電車へ置き換える事が決定し、1900年の株主総会での決定を経て1901年3月に全線が電化された。
同年時点での総延長は9.2 km、車両数は17両（電動車13両、付随車4両）であったが、その後は需要増加に応じた延伸や車両の増備が行われた。第一次世界大戦中の輸送力低下や戦後のハイパーインフレーションなどはあったものの、以降は地元のデッサウ客貨車製造（Dessauer Waggonfabrik）製の車両を始めとした車両の増備が続いた。第二次世界大戦開戦後は燃料不足で走行が困難になった路線バスに代わり路面電車の路線網の更なる拡張が行われ、1945年時点での総延長は14 km、在籍車両数は他都市からの譲渡分を合わせて68両（電動車38両、付随車30両）にもなったが、同年3月7日の空襲でデッサウの街は壊滅的な被害を受け、路面電車も甚大な被害を受けて運行休止を余儀なくされ、復旧が始まったのは戦後の8月15日となった。ただしロスラウ（Roßlau）方面の路線については復活せず、総延長は9.7 kmに縮小した。
戦後、共産主義国家の東ドイツの路面電車になったデッサウ市電の運営事業者は幾度かの再編が行われ、1951年以降は公営組織であるデッサウ交通公社（VEB (K) Dessauer Verkehrsbetriebe）が運営する事となり、1982年からはハレ複合交通公社（Verkehrskombinat Halle）の傘下となった。その間、東ドイツ製の2軸車の導入、ワンマン運転の導入などの近代化・省力化が進められたが、路線バスに重点を置いた都市開発の影響で1971年（3号線）、1974年（2号線）に相次いで路線の廃止が行われ、以降は1号線のみが長らく運行される事となり、酷使された一連の2軸車も老朽化が進んだ。ただし、1987年には開発計画の一環として2号線の一部区間が復活している。
その後、ドイツ再統一による経済の変化に伴い、デッサウ市電の運営組織も民営化が実施され、1990年にデッサウ市による運営に切り替えられたのを経て1993年以降は同市が所有しインフラ事業を管理するDVVシュタッドウェルケ（DVV-Stadtwerke）の傘下であるデッサウ交通会社が発足している。同年代以降、デッサウ市電では路線の近代化、2軸車置き換え用の車両導入などが進められたが、その中でも大規模なプロジェクトは1997年に計画が立ち上がり、1998年から建設が始まったデッサウ西部（Dessau-West）への大規模な延伸であり、2000年、2002年と2度に分けて実施された延伸によりデッサウ市電の総延長は12.9 kmとなった。だが、その後クロイツベルク通り（Kreuzbergstraße）方面へ向かう路線であった4号線については利用客減少が要因となり路線バスに置き換えられる形で2016年7月3日をもって廃止されており、2021年現在は2系統のみの運行となっている。

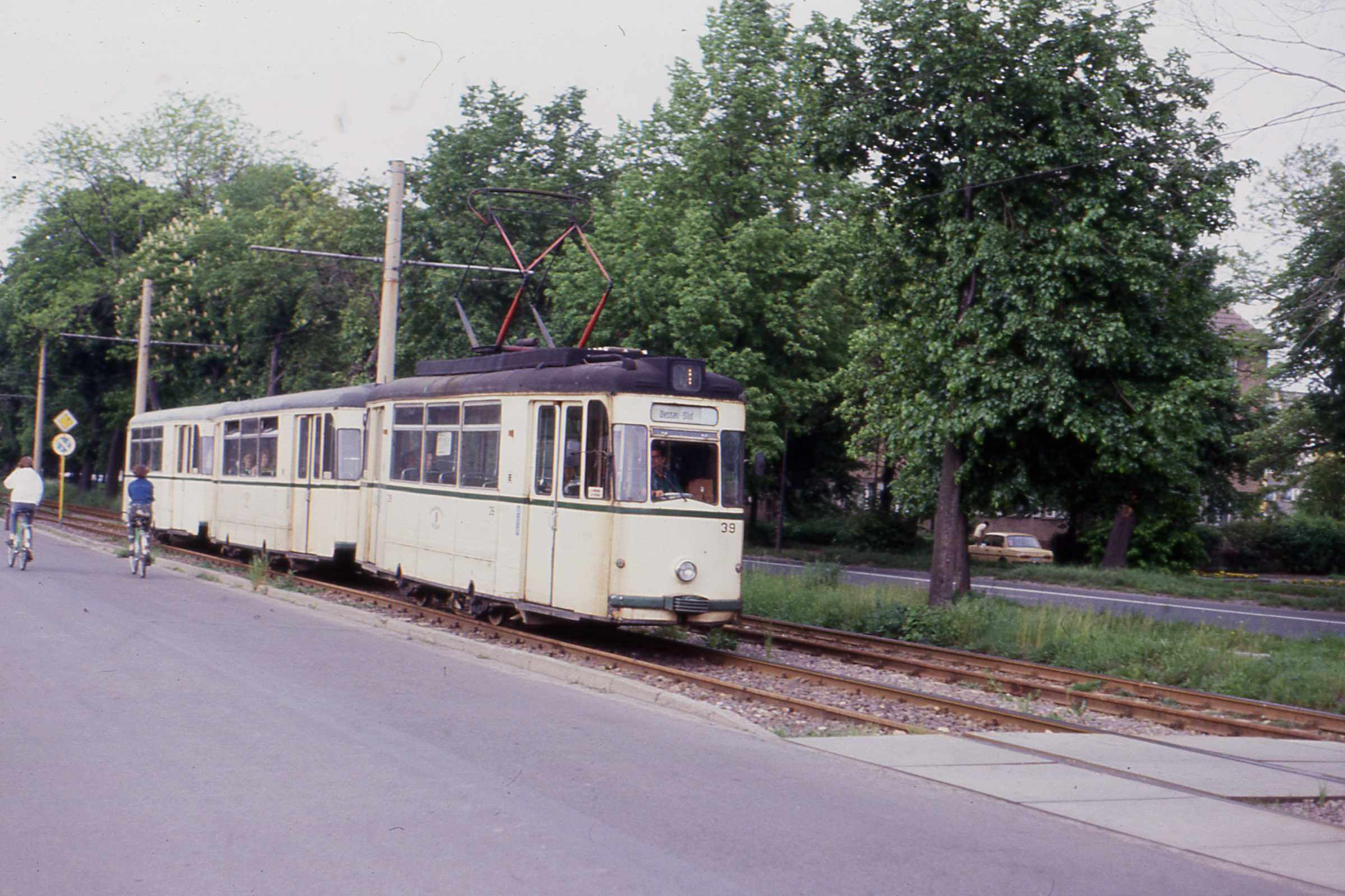
東ドイツ時代は2軸車が長期に渡り使用された（1990年撮影）
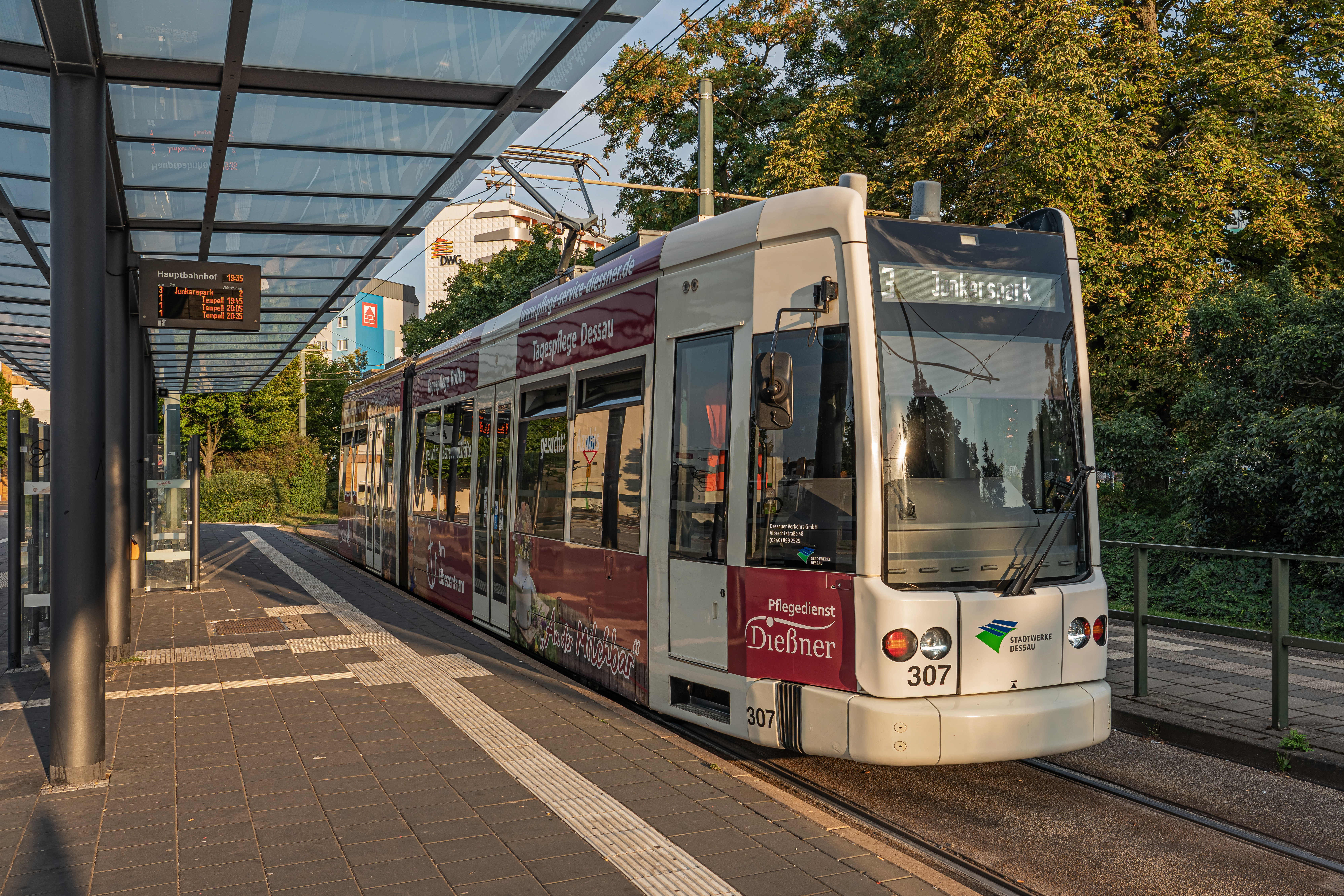
2000年代以降は超低床電車が主力車両となっている（2022年撮影）

## 運用
前述のとおり、2021年現在デッサウ市電では以下の2系統が運行している。運賃はデッサウ交通会社およびロスラウ地区のオットー・ミュラー路線バス会社（Otto Müller Omnibusbetrieb GmbH）が運営する路線バスと共通であり、1回の乗車につき1.8ユーロ、60分有効な5回利用可能となる乗車券セットは8.2ユーロで発行される。
| 系統番号 | 経路                                                        | 備考・参考                         |
| -------- | ----------------------------------------------------------- | ---------------------------------- |
| 1        | Hauptbahnhof - Museum - Wasserwerkstraße - Dessau – Süd     | [ 3 ]                              |
| 3        | Hauptbahnhof - Museum - BSZ - Städt. Klinikum – Junkerspark | 一部の便はバスによる代行運転を実施 |

## 車両

### 現有車両

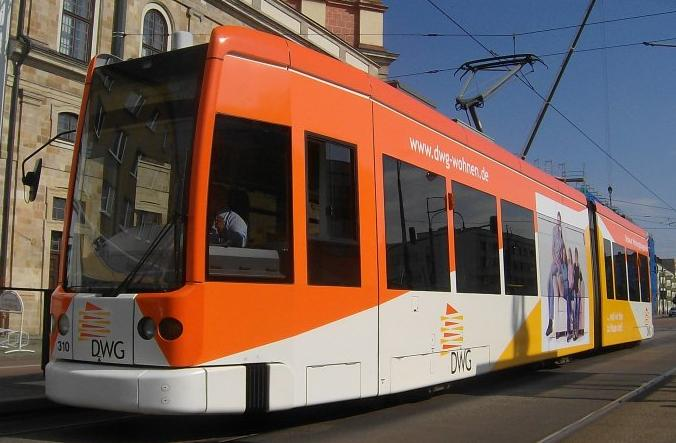
NGT6DE（310）（2008年撮影）

2021年現在、デッサウ市電で使用されている営業用車両はボンバルディア・トランスポーテーションが世界各地に展開する超低床電車（部分超低床電車）のフレキシティ・クラシックで、そのうちデッサウ市電に導入されたものは「NGT6DE」という形式名でも呼ばれている。前後で長さが異なる車体を用いた片運転台の2車体連接車で、車体が長い前方車体には車軸がない独立車輪式付随台車が連接面付近に設置されている。車内全体の低床率は45 %である。
2001年から2002年にかけて導入が実施され、2021年現在も全10両（301 - 310）が営業運転に使用されている。デッサウ市電の独自塗装は存在せず、全車とも広告塗装である。主要諸元は以下の通り。
| 10両 (301 - 310) | 2車体連接車 | 片運転台 | 1,435mm  | [ 16 ] [ 17 ] |
| 全長             | 全幅        | 床上高さ | 床上高さ | 低床率        |
| 全長             | 全幅        | 高床部分 | 低床部分 | 低床率        |
| 21,450mm         | 2,300mm     | 580mm    | 360mm    | 45%           |
| 重量             | 定員        | 定員     | 出力     | 出力          |
| 重量             | 着席        | 立席     | 主電動機 | 車両          |
| 27.3t            | 52人        | 67人     | 85kw     | 360kw         |

### 保存・団体用車両
- GT8 - ドイツ再統一後、老朽化が進んだ東ドイツ時代の2軸車を置き換えるために導入された3車体連接車。デュースブルク市電（ドイツ語版）からの譲渡車両で1992年に合計14両（001 - 014）が導入され、車両の近代化や輸送力の向上等に貢献したが、1960年代に製造された車両である事からこちらも老朽化が進み、超低床電車へ置き換えられた。2021年現在は団体用車両として車内の改装が行われた1965年製の007のみが在籍しており、乗務員の訓練・教習用にも使用されている[2][10][18]。
- 動態保存車両 - デッサウ市電にはライプツィヒ市電から1987年に譲渡された28（Tw 28）と、地元のデッサウ客貨車製造（Dessauer Waggonfabrik）で製造された後戦災を経て1948年に車体更新が実施された30（Tw 30）の2両の2軸車が動態保存用として在籍しており、定期的な保存運転に加えて貸切運転にも対応している[2][19]。

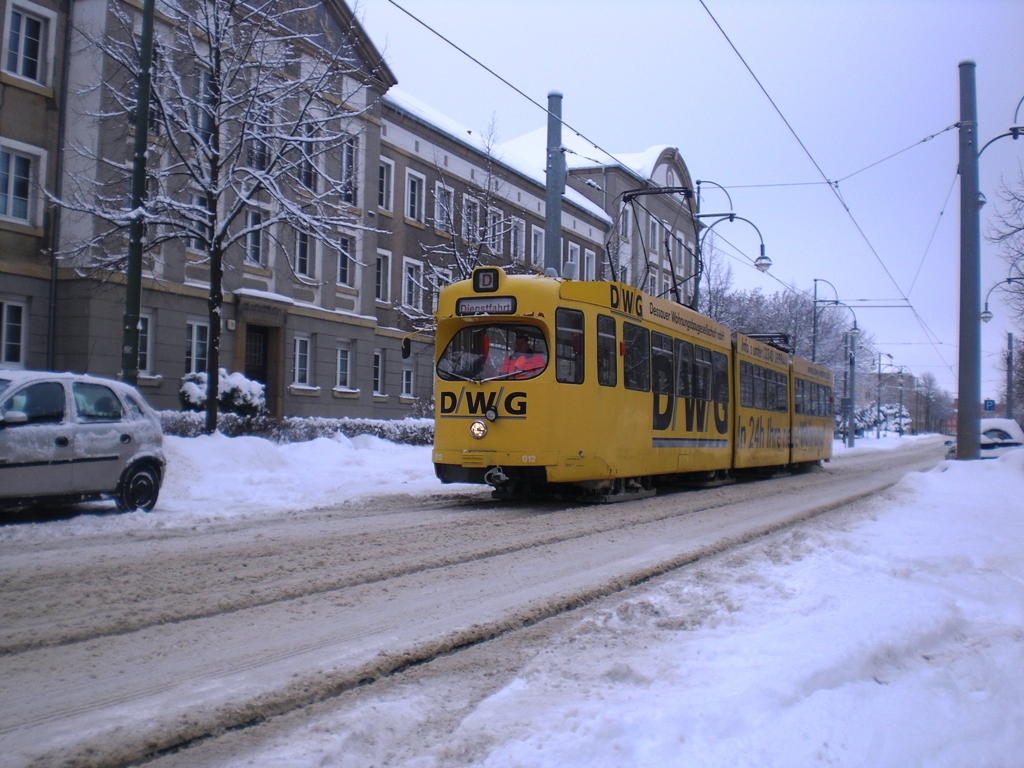
GT8（012）（2010年撮影）
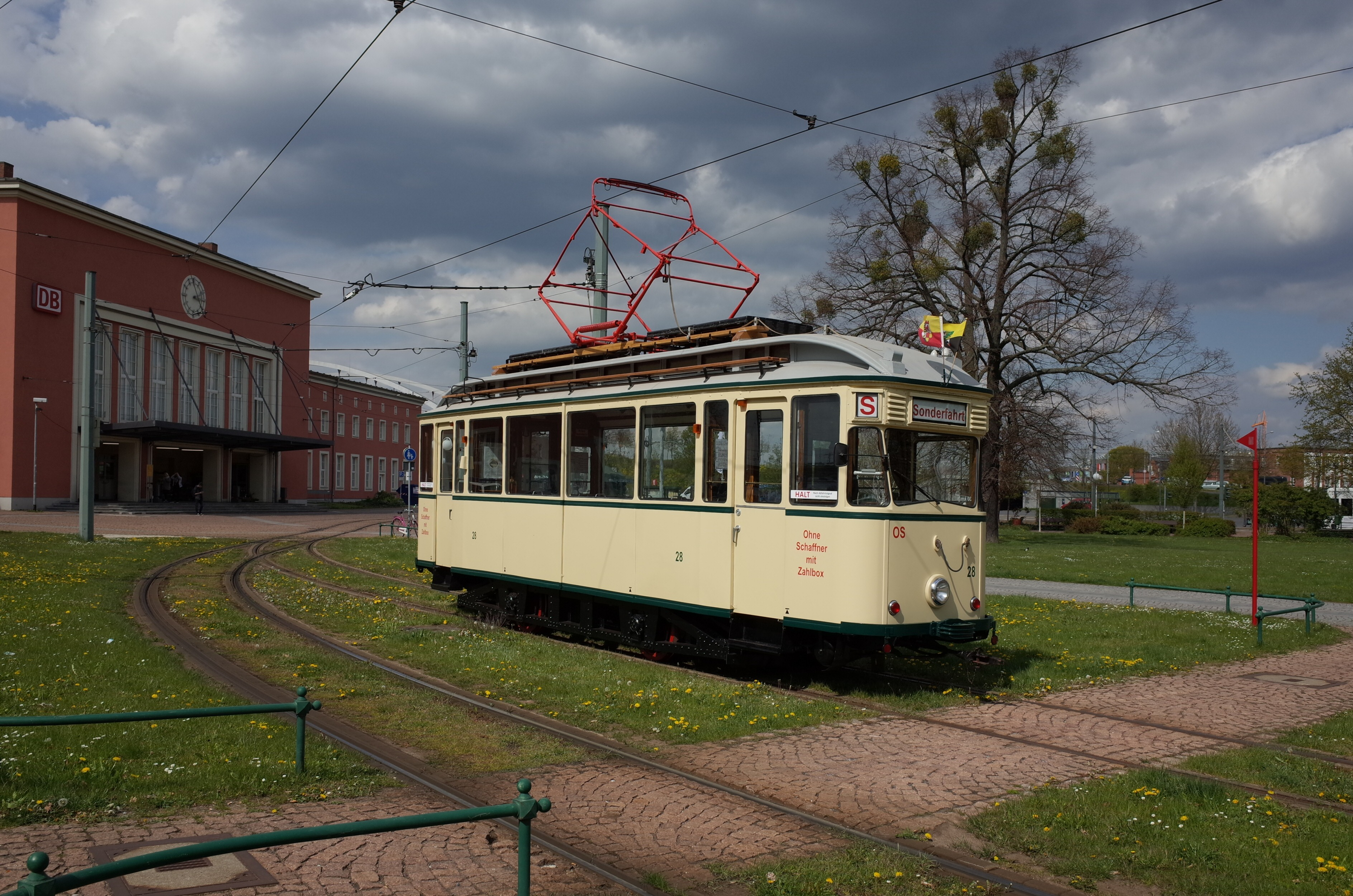
28（2016年撮影）
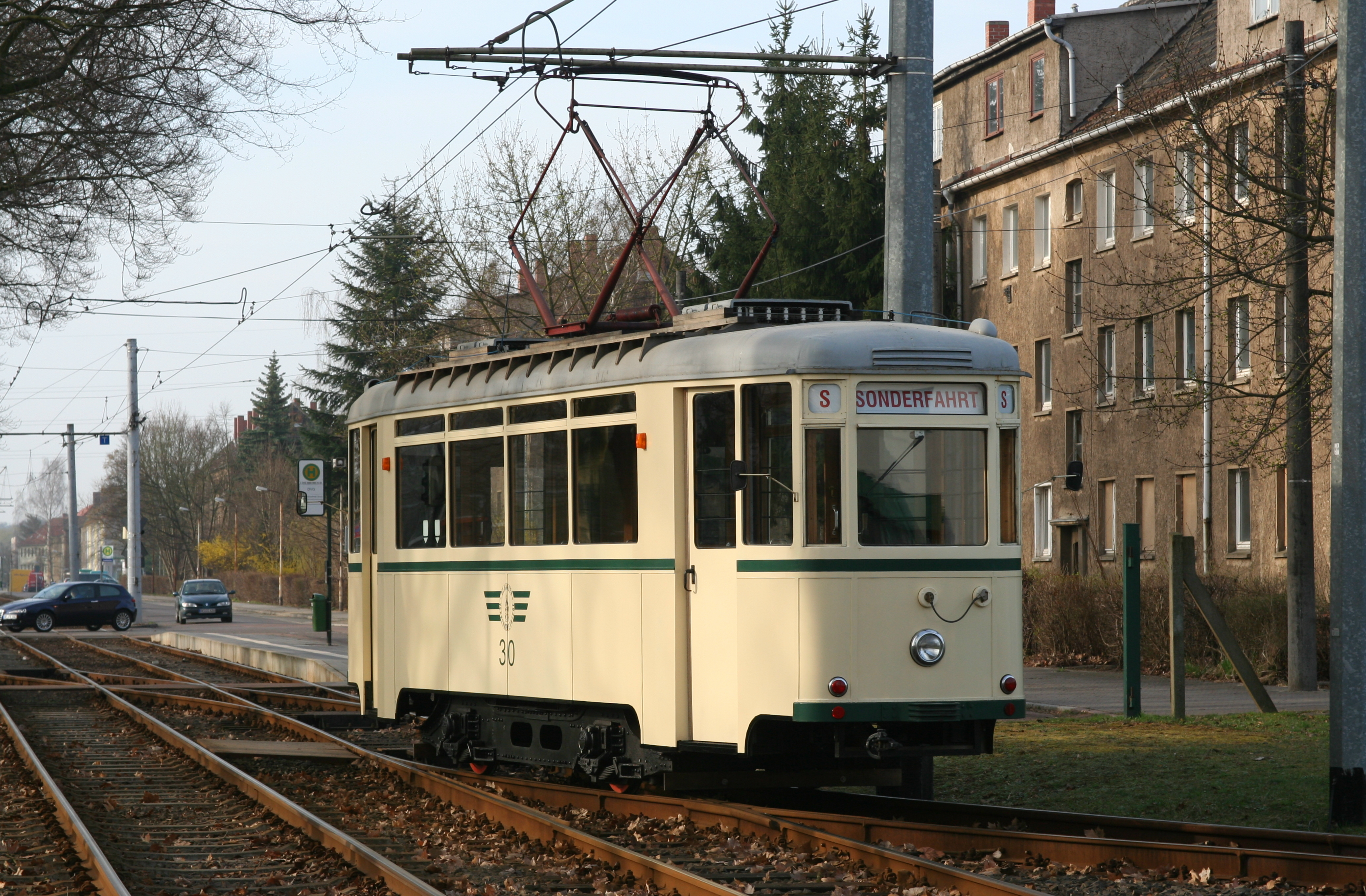
30（2011年撮影）